# No et moi (film)
Pour les articles homonymes, voir No et No et moi.
Pour plus de détails, voir Fiche technique et Distribution.
No et moi est un film français de Zabou Breitman sorti en 2010, tiré du roman No et moi de Delphine de Vigan.

## Synopsis
Lou est une jeune fille de 13 ans surdouée et plutôt timide. Sa mère est dépressive. Pour faire un exposé sur le thème des SDF et de leur quotidien, elle interviewe No, jeune fille de 18 ans sans famille et à la rue. Elle apprend à la connaître, devient son amie et s'arrange pour que ses parents l'hébergent chez eux afin qu'elle puisse trouver un travail,.

## Fiche technique
- Titre  original : No et moi
- Réalisation : Zabou Breitman[1]
- Scénario : Zabou Breitman et Agnès de Sacy, d'après le roman éponyme de Delphine de Vigan[1]
- Producteur : Frédéric Brillion, Michel Saint-Jean et Gilles Legrand
- Société de production : Epithète Films
- Image : Michel Amathieu
- Musique : Anna Chalon et Christophe Perruchi
- Montage : Françoise Bernard
- Costumes : Marie-Laure Lasson
- Décors :  Thierry Rouxel
- Direction artistique : François Emmanuelli
- Format : couleur
- Langue : français
- Genre : drame
- Durée : 105 minutes (1h 45)
- Date de sortie : 17 novembre 2010

## Distribution
- Julie-Marie Parmentier : Nolwenn , dite No[1]
- Nina Rodriguez : Lou Bertignac[1]
- Antonin Chalon : Lucas
- Bernard Campan : le père de Lou
- Zabou Breitman : la mère de Lou[1]
- Grégoire Bonnet : M. Vargas, le prof de SES
- Guilaine Londez : Sylvie, la tante de Lou
- Eric Valero : Éric, l'oncle de Lou
- Kamel Abdeli : le réceptionniste de l'hôtel
- Sophie Accard : Cindy
- Jéromine Chasseriaud : Léa Germain
- Maurice Bruziaux : Momo
- Sacha Bayle : l'ami de Momo
- Philippe Vessière : le 3e SDF
- Didier Naisse : le SDF qui gronde No
- Fayssal Mekhaleff : le coursier
- Emeline Audren : la vendeuse de la Brioche Dorée
- Laurent Billondeau : le SDF du métro
- Max Piquepaille : le gardien du lycée
- Samuel Coulon : le prof d'histoire
- Louis Cespédès : le garçon dans le bus
- François Meynier : le prof d'informatique
- Christelle Rigal : la prof de SVT
- Michel Vaudry : le proviseur
- Catherine Godeau-Esway : la mère de Lucas
- Joëlle Judas : la serveuse
- Kevin Delbouis : le serveur de la brasserie
- Romain Di Concetto : le premier jumeau
- Mathieu Di Concerto : le deuxième jumeau
- Karima Mouchrik : la femme pressée
- Stéphane Poterlot : l'homme aux cigarettes
- Alice Thalamy : le réceptionniste du Prince Albert
- Romain Poirel : le frère de No

## Musique
- Nothing Else Matters de Metallica.

## Distinctions
- Meilleur espoir masculin pour Antonin Chalon aux Lumières de la presse étrangère en 2011
- Nomination meilleur espoir féminin pour Nina Rodriguez
- Nomination meilleur talent émergent pour Zabou Breitman au Festival international du film de Rome 2011[3]